# Eduard von Schaper
Justus Wilhelm Eduard von Schaper (né le 30 octobre 1792 à Brunswick et mort le 23 février 1868 à Potsdam) est un haut fonctionnaire prussien (haut président de la province de Rhénanie et de la province de Westphalie et maître des Postes.

## Origine et famille
Il est le fils du conseiller en chef secret royal des finances, de la guerre et du domaine, Christoph Schaper (1747-1799), élevé à la noblesse prussienne héréditaire le 10 juillet 1789 à Berlin, et de Margarethe Barbara Justine Widmann (vers 1756-1826). Il épouse à Mersebourg en 1827 Auguste Weichbrodt (née le 9 janvier 1807 à Dantzig et morte le 13 décembre 1871 à Düsseldorf), issue d'une famille de grands marchands de Mersebourg. Le couple a onze enfants, dont huit atteignent l'âge adulte.

## Biographie
Diplômé de l'école, Schaper étudie le droit à Göttingen et entre dans la fonction publique du Royaume de Westphalie (préfecture du département de la Saale à Halberstadt) en 1812. En 1813, il passe à la fonction publique prussienne et travaille pour le gouvernement civil entre l'Elbe et la Weser, basé à Halle-sur-Saale. Dans les guerres napoléoniennes, von Schaper est initialement un officier dans le 2e régiment d'infanterie de la Landwehr de l'Elbe et à partir de l'été 1816 adjudant et comptable dans le bataillon de grenadiers magdebourgeois. Par la suite, il est de nouveau employé dans la fonction publique à partir de 1817. Initialement toujours sous la forme d'un emploi informatif auprès du gouvernement de Magdebourg, après un examen réussi en 1818, il est nommé assesseur du gouvernement auprès du gouvernement de Mersebourg. À partir de 1819, il est conseiller. En 1827, il est nommé au conseil de la Chambre des comptes de Mersebourg. À partir de 1834, il est chef comptable et chef de service. En 1839, il est nommé président du district de Trèves. En 1842, il devient haut président de la province de Rhénanie et à partir de 1845 haut président de la province de Westphalie. À partir de 1846, von Schaper est maître des postes et donc chef du système postal prussien. En 1849, le poste est mis à disposition en raison de changements organisationnels dans le système postal. En 1852, il est finalement renvoyé de la fonction publique avec une pension exceptionnelle qui est portée à 3750 Reichstalers par an.